# Stjärnornas kungabarn
Stjärnornas kungabarn, (ursprungligen Planeternas skyddslingar) skriven 1899-1900, är en roman av Zacharias Topelius som handlar om Drottning Kristina på ett starkt allegoriskt sätt.
Verket återutgavs av Svenska litteratursällskapet i Finland år 2020.